# Albert B. Fall
Albert Bacon Fall (Frankfort, 1861. november 26. – El Paso, 1944. november 30.) az Amerikai Egyesült Államok szenátora (Új-Mexikó, 1912–1921).

## Élete
A mexikói forradalom idején, amikor 1911-től 1913-ig Francisco Ignacio Madero kormányzott, az Amerikai Egyesült Államokban sokan úgy vélték, a mexikói kormány tevékenykedése nem felel meg az amerikai érdekeknek, ezért egy intervencionista csoport alakult, amely katonai beavatkozást sürgetett Mexikóban. A csoport élén Albert Fall szenátor állt, és egy olyan különbizottság felállítását indítványozta a szenátusban, amelynek feladata a mexikói helyzet tanulmányozása volt és az, hogy javaslatokat dolgozzon ki a kormány számára a mexikó belügyekbe való beavatkozásra. Végül nyílt katonai intervencióra egyelőre nem került sor, mert az úgynevezett tragikus tíz nap eseményeinek eredményeképpen a Madero-kormány megbukott.
Miután azonban Victoriano Huerta kormánya vette át a hatalmat, az amerikaiak két okból is aggódni kezdtek. Egyrészt a Huerta-kormány az amerikaiakkal szemben az európai befektetőket részesítette előnyben, másrészt pedig a forradalmárok által árulónak és diktátornak tartott Huerta ellen együtt harcoltak Venustiano Carranza alkotmánypárti erői (köztük Pancho Villa) és Emiliano Zapata seregei, és félő volt, hogy ha ezek a forradalmárok döntik meg a Huerta-kormányt, akkor amerikai szempontból még kedvezőtlenebb helyzet jöhet. Ezért március 9-én Albert Fall felszólalt a szenátusban: szárazföldi és tengeri erők bevetését követelte Mexikóban. Első indokként azt hozta fel, hogy így lehetne garantálni az amerikai és más idegen állampolgárok biztonságát, majd hozzátette, így kellene „elhozni a békét” Mexikóba, végül odáig is eljutott, hogy kijelentse: „megfelelő” embereket kell ültetni a mexikói hatalomba.